# لاسي ريمر
لاسي ريمر (بالدنماركية: Lasse Rimmer)‏ هو كاتب سيناريو وممثل دنماركي، ولد في 26 مارس 1972.

## وصلات خارجية
- الموقع الرسمي
- لاسي ريمر على موقع IMDb (الإنجليزية)
- لاسي ريمر على موقع ألو سيني (الفرنسية)
- لاسي ريمر على موقع ميوزك برينز (الإنجليزية)
- لاسي ريمر على موقع أول موفي (الإنجليزية)
- لاسي ريمر على موقع قاعدة بيانات الأفلام السويدية (السويدية)
- لاسي ريمر على موقع ديسكوغز (الإنجليزية)
- لاسي ريمر على موقع قاعدة بيانات الفيلم (الإنجليزية)
- لاسي ريمر على موقع كينوبويسك (الروسية)